# HIDETOMO
HIDETOMO（ひでとも、1970年2月15日 - ）は、日本の振付師・演出家・よさこい振付師・和風ダンスカンパニー新井風味代表。
東京都生まれ。

## 経歴
- 1985年から1988年3月までジャニーズJr.として活動。少年隊のバックで多くのコンサート・ミュージカルに出演。
- 1988年4月から1990年3月までダンス専門学校、日本ヘルス&スポーツ学院でクラシックバレエ・モダン・ジャズダンスを学ぶ。
- 1990年から1992年にダンスのチームメイトと参加した、フジTV主催「LIVE UFO 92 ダンスコンテスト」など、複数のコンテストで優勝。インストラクター[3]をスタート。
- 1993年から1995年、ダンス&ボーカルグループ、CHICOとしてCDデビュー。
- 1995年グループ解散後、ソロアーティスト活動をしながら、ダンサー・振付を行う。
- 1998年からは、さらなるダンスエンターテインメントの発展を目指し、振付師・演出家に転向。インストラクターは継続。
- 1999年、和の演出・振付を始める。和風ダンスカンパニー新井風味を立ち上げ活動をスタート。
- 2005年からよさこい振付をスタート。多くのよさこいチームが賞を受賞しており、手掛けたチームは200を超える[4][信頼性要検証]。
- 2011年にLegend Tokyo（振付コンテスト）に新井風味で参加し審査員賞を受賞[5]。
- 2012年には東方神起のツアーにて番傘と映像を調和したシーンを担当する[6]。
- 2013年Final Legend KAAT神奈川芸術劇場の公演では、和と映像をコラボレーションした作品を演出・振付[7]。
- 2014年FiveShow 日本橋公会堂にて「濃姫」を演出・振付[8]。
- 2015年新井風味のPVを監督・振付[9]。
- 2016年Final Legend公演にて、マイケル・ジャクソンと和を融合した「IZASHOBU」を演出・振付[10]。

## 実績

### アーティスト・TV
- 東方神起 LIVE TOUR 2012 〜TONE〜：MAXIMUM 番傘振り付け
- SCANDAL「ピンヒールサーファー」MV・ミュージックステーション他[11]
- FUNKY MONKEY BABYS 「LIFE IS A PARTY」TBS CDTV[12]
- HEAVENESE「LAツアー・国際フォーラム」多数[13]
- くりかまき「アナログマガール」[14]
- マイドラゴン「恋愛ドロップキック」MV他多数[15]
- R 指定「愛國革命」MV[16]
- アイロボ「アイロボ」MV他[17]
- Lyrico露崎春女「川崎クラブチッタ」
- 8×4 CM：上戸彩
- Cell CM：元フジTVアナウンサー内田恭子
- NHK BSプレミアム「独眼竜花嫁道中」（渡辺大・栗山千明主演）[18]
- フジテレビドラマ「スイッチガール2」エンディング水樹奈々「Happy☆Go-Round!」（西内まりや主演）[19]
- TBS炸裂スポーツパワー（Jリーグ応援SONGを番組で振り付け）
- 日テレロンブー龍（ロンドンブーツ・他出演者に番組で振り付け）
- テレビ東京おはスタ（オープニングソング振り付け）
- モーションキャプチャー多数
- TBS格闘技「DREAM」ジェイソン“メイヘム”ミラー：入場PV振付

### 舞台・イベント
- 1992年4月「石井光三オフィス劇団」＠築地本願寺ブディストホール他
- 1993年10月「世界理容美容コンク－ル」＠幕張メッセ
- 1994年8月「劇団Ｅ縁起担ぐ座」＠東京芸術劇場他
- 1997年12月「WINTER WONDERLAND」＠日本青年館：演出
- 1999年10月「新井風味」＠品川インターシティーホール杮落とし公演：演出
- 2000年6月「ブライダルファッションショー」＠TFTホール
- 2000年9月「KOOL FM76.9」＠ZEPPTOKYO：演出
- 2002年10月「MEGUROHEARTS-LAND」＠メルパルクホール：演出
- 2002年12月「Christmas Fantastique」＠東京ディズニーリゾートIKSPIARI：演出[20]
- 2004年6月「Timeless Lover」＠全労済ホール／スペースゼロ：演出
- 2005年10月「新井風味 - 幕末千夜一夜」＠全労済ホール／スペースゼロ：演出[21]
- 2009年12月「戦国の乱 - NOADANCEIMPACT」＠日本青年館
- 2011年7月「Legend Tokyo」＠CCレモンホール 審査員賞受賞
- 2012年4月「THE FIVE SHOW」＠シアター1010：演出
- 2013年5月「FINAL LEGEND」＠KAAT神奈川芸術劇場
- 2013年8月「新井風味 - 繭 」＠日本橋公会堂：演出
- 2014年8月「濃姫」＠日本橋公会堂：演出
- 2016年5月「FINAL LEGEND Ⅳ」＠KAAT ・ロームシアター京都
- 2016年7月 鈴鹿医療科学大学 創立25周年記念演奏会 ニューヨーク・シンフォニック・アンサンブル〜鈴鹿に奏でるニューヨークと和の響き〜：振付[22]
- 2017年4月 西武ライオンズ開幕戦セレモニー「歌舞伎団体雅屋と近代和風ダンス新井風味」のパフォーマンスで幕明け！：振付[23]

### コンテスト
- Legend Tokyo 「振付コンテスト」（審査賞 アジアに広げるための視点）[24]。
- よさこい・Dance Crewの振付依頼にて、数多くのチームがコンテスト優勝[25]。
- ダンサー時：フジTV「ダンスダンスダンス」ウィークリーチャンピオン[26]
- ダンサー時：フジTV主催 LIVE UFO 92 ダンスコンテスト優勝
- ダンサー時：マクドナルドダンスコンテスト91 優勝
- ダンサー時：国際スポーツフェア91 ダンスコンテスト優勝